# Vantakalleberget-Gröngölsmåla
Vantakalleberget-Gröngölsmåla este o arie protejată (arie specială de conservare — SAC, sit de importanță comunitară — SCI, arie de protecție specială avifaunistică — SPA) din Suedia întinsă pe o suprafață de 115,1 ha, integral pe uscat.

## Localizare
Centrul sitului Vantakalleberget-Gröngölsmåla este situat la coordonatele 56°20′33″N 15°21′42″E / 56.3425°N 15.3617°E.

## Înființare
Situl Vantakalleberget-Gröngölsmåla a fost declarat sit de importanță comunitară în ianuarie 1998 pentru a proteja 6 specii de animale. Alte tipuri de protecție:
- arie de protecție specială avifaunistică (în mai 2006)[2]
- arie specială de conservare (în martie 2011)[1][3][4]

## Biodiversitate
Situată în ecoregiunea boreală, aria protejată conține 6 habitate naturale: Păduri acidofile de stejar bătrân cu Quercus robur pe câmpii nisipoase, Roci stâncoase cu vegetație pionieră de Sedo-Scleranthion sau Sedo albi-Veronicion dillenii, Taiga vestică, Păduri de fag Luzulo-Fagetum, Ape stătătoare oligotrofe până la mezotrofe, cu vegetație de Littorelletea uniflorae și/sau de Isoëto-Nanojuncetea, Păduri caducifoliate de mlaștină fino-scandinave.
La baza desemnării sitului se află mai multe specii protejate:
- păsări (4): ciocănitoare neagră (Dryocopus martius), cufundar polar (Gavia arctica), vultur pescar (Pandion haliaetus),  cocoș de munte (Tetrao urogallus)
- nevertebrate (2): Dytiscus latissimus, Graphoderus bilineatus